# Larry Wilcox
Pour les articles homonymes, voir Wilcox.
Larry Wilcox, né le 8 août 1947 à San Diego en Californie, est un acteur américain. Il est connu pour avoir tenu le rôle de l'officier Jonathan « Jon »  Baker dans la série télévisée Chips.

## Biographie
Après des études secondaires dans le Wyoming, Larry Wilcox part pour Los Angeles où il commence à prendre des cours de comédie.
En 1967, il rejoint le Corps des Marines de réserve et passe 13 mois au Viêt Nam comme artilleur. Rendu à la vie civile en 1970 avec le grade de sergent, il reprend ses cours à Los Angeles.
En 1972, il est engagé pour la série Lassie qui ne dure qu'une saison. Après quelques apparitions à la télévision et au cinéma, il décroche le rôle de Jon Baker dans la série Chips.
Après la fin de la série qui l'a rendu célèbre, il crée avec David Begelman (patron de la MGM) une société de production Wilcox Productions qui produit Meurtre d'une créature de rêve, un téléfilm sur l'histoire du modèle Dorothy Stratten, puis la série The Ray Bradbury Theater (1985 à 1992).
Il continue à jouer pour la télévision en apparaissant dans quelques séries dans les années 1980 mais s'éloigne davantage de la comédie dans les années 1990 en créant et/ou dirigeant plusieurs sociétés dans la pharmacie et les nouvelles technologies.
En 1993 dans Alarme fatale et en 1998 dans CHiPs '99, il retrouve le personnage de Jon Baker tout comme dans  Lil CHP en 1995, une vidéo pour enfants qui raconte l'histoire de deux jeunes garçons rêvant de devenir des policiers à moto et qu'il produit, réalise et écrit.
Il vit actuellement dans son ranch de San Fernando.

## Filmographie

### Cinéma
- 1974 : But Jack Was a Good Driver (Court-métrage) : Matt
- 1976 : La Loi de la haine (The Last Hard Men) : Shelby
- 1990 : Mission Manila : Web
- 1993 : Alarme fatale (Loaded Weapon 1) : Larry Wilcox
- 1995 : The Little CHP : Officier Jon Baker
- 2000 : The Thundering 8th : Capt. 'Papa Bear' Wilson
- 2016 : 94 Feet : Bob Freeman
- 2016 : Forgiven This Gun4hire : Six Gun Sam
- 2019 : Devotion : Greg

### Télévision
- 1971 : Mr. and Mrs. Bo Jo Jones (Téléfilm) : Charlie Saunders
- 1971-1973 : Lassie (série télévisée) : Dale Mitchell / Dale Holden
- 1971-1973 : Room 222 (série télévisée) : Denny / Bruno
- 1973 : The Great American Beauty Contest (Téléfilm)  : Joe Bunch
- 1973 : Cannon (série télévisée) : Tressider
- 1973 : The Girl Most Likely to... (Téléfilm) : Moose Myers
- 1973 : The Partridge Family (série télévisée) : Feder
- 1973 : Police Story (série télévisée) : Freddie Archer
- 1973 et 1976 : Les Rues de San Francisco (The Streets of San Francisco) (série télévisée) : George Morgan
- 1974 : Hawaï police d'État (Hawaii Five-O) (série télévisée) : Mike
- 1975 : Lucas Tanner (série télévisée) : Chuck Grainger
- 1975 : Dead Stalk (Téléfilm) : Roy Joad
- 1975 : Sky Heist (Téléfilm) : Jim Schiller
- 1977 : M*A*S*H (série télévisée) : Caporal Mulligan
- 1977 : Relentless (Téléfilm) : Buck
- 1977-1982 : Chips (série télévisée) : Officier Jonathan « Jon » Baker
- 1978 : Trail of Danger (Téléfilm) : Beech Carter
- 1979 : La Dernière Chevauchée des Dalton (The Last Ride of the Dalton Gang) (Téléfilm) : Emmet Dalton
- 1980 : 3-2-1 Contact (Téléfilm) : Jon Baker
- 1980 et 1986 : La croisière s'amuse (The Love Boat) (série télévisée) : Wayne Dobson / Larry Davis
- 1983 : Deadly Lessons (Téléfilm) : Det. Russ Kemper
- 1983 : Hôtel (série télévisée) : Brad Koburg / Phil Lawrence
- 1984 : L'Île fantastique (Fantasy Island) (série télévisée) : Christopher Marshall
- 1984 : Le Juge et le Pilote (Hardcastle & McCormick) (série télévisée) : E.J. Corlette
- 1985 : Les Douze Salopards 2 (The Dirty dozen: Next Mission) (Téléfilm) : Tommy Wells
- 1986, 1988, 1991-1992 : Arabesque (Murder She Wrote) (série télévisée) : Andy Crane / Boone Talbot / Dave Hastings / Floyd Bigelow
- 1987 : Matlock (série télévisée) : Lester Matthews
- 1987 : Adderly (série télévisée) : Jeff
- 1987 : Mike Hammer (série télévisée) : Sonny Timmons
- 1988 : Perry Mason - La femme qui en savait trop (Perry Mason: The Case of the Avenging Ace) (Téléfilm) : Lt. Col. Kevin Parks
- 1990 : Rich Men, Single Women (Téléfilm) : Mark
- 1991 : MacGyver (saison 7, épisode 11 "Les mauvais garçons") : Minton
- 1993 : FBI: The Untold Stories (série télévisée) : Bob Jones
- 1995 : The Little CHP (Téléfilm) : Jon Baker
- 1997 : Pacific Blue (série télévisée) : Nate Caley
- 1998 : Profiler (série télévisée) : Député Clark
- 2009 : 30 Rock  (série télévisée) : Larry Wilcox